# Utricularia furcellata
Utricularia furcellata — вид рослин із родини пухирникових (Lentibulariaceae).

## Біоморфологічна характеристика
Це однорічна трав'яниста рослина, літофітна, проста або мало розгалужена, 1–4 см заввишки. Листки: ніжки 2–5 мм; пластини розеткові, від круглих чи ниркоподібних до зворотнояйцюватих, 2–3.0 × 1–4.0 мм, м'ясисті, по краю цільні, верхівка закруглена, від блідо-зеленого до зеленого забарвлення. Пастки білі, кілька на ризоїдах, яйцеподібні, ≈ 1.2 мм завдовжки, рот збоку з дорсальними роздвоєними придатками. Суцвіття до 7 см завдовжки, часто залозисті в основі, 1–5-квіткові. Квітки 4–5 × 3–4 мм. Частки чашечки від пурпурно-червоного до білого, нерівні, верхня частина значно більша. Віночок білий чи блідо-пурпурний, смуга у формі підкови і жовта пляма біля основи нижньої губи; бічні частки помітно менші за верхівкові пари; верхня губа поперечно широко довгаста, ≈ 1,3 × 2 мм; шпора коротка, шилоподібна, 3.5–4.5 × ≈ 1 мм. Коробочки кулясті, 1.5–2.5 мм у поперечнику. Насіння від яйцюватого до еліпсоїдного, ≈ 0.5 мм завдовжки.

## Середовище проживання
Зростає у південно-східній Азії — індійські Гімалаї (Ассам, Дарджілінг, Сіккім, Мегхалая), Непал, Бутан, пн. Таїланд, Китай (Юньнань).